# Darqad (huyện)
Darqad là một huyện thuộc tỉnh Takhar, Afghanistan. Dân số thời điểm năm 1999 là 18,775 người.